# Stichianthus
Stichianthus  es un género de plantas con flores perteneciente a la familia de las rubiáceas. Incluye una sola especie: Stichianthus minutiflorus Valeton (1920).
Es nativo de Borneo.